# Acétate de néryle
L'acétate de néryle ou acétate de nérol est un monoterpène naturellement présent dans les agrumes, de formule C12H20O2. Il s'agit de l'ester acétate du nérol. Il est utilisé en parfumerie pour apporter des arômes floraux et fruités.
L'acétate de néryle est l'isomère cis de l'acétate de géranyle.